# A titánok haragja
A titánok haragja (eredeti cím: Wrath of the Titans) 2012-ben bemutatott amerikai akció-fantasyfilm, a 2010-es Titánok harca folytatása. A főszerepben Sam Worthington, Rosamund Pike, Bill Nighy, Édgar Ramírez, Toby Kebbell, Danny Huston, Ralph Fiennes és Liam Neeson látható. A rendezője Jonathan Liebesman, forgatókönyvírója Dan Mazeau és David Leslie Johnson.
A film az Amerikai Egyesült Államokban 2012. március 30-án jelent meg, Magyarországon egy nappal hamarabb szinkronizálva, március 29-én az InterCom Zrt. jóvoltából. Általánosságban negatív kritikákat kapott az értékelőktől, de  világszerte 302 millió dolláros bevételt gyűjtött. A titánok bosszúja című folytatást 2013-as kiadásra tervezték, de a két film kritikai kudarca és a forgatókönyv túl kevés ötlete miatt törölték.
A forgatás 2011 márciusában kezdődött Londonban.

## Cselekmény
Egy évtizeddel a szörnyeteg Kétó felett aratott hősies győzelme után Perszeusz (Sam Worthington) - Zeusz félisten fia - megpróbál csendesebb életet élni egy falusi halászként és 10 éves fia, Héleiosz özvegy apjaként.
Eközben a istenek és a titánok között elkeseredett küzdelem alakul ki az uralomért. Az emberiség odaadásának hiánya miatt veszélyesen meggyengült istenek elveszítik az irányítást a bebörtönzött titánok és kegyetlen vezetőjük, Kronosz, a testvérek Zeusz (Liam Neeson), Hadész és apja felett. (Ralph Fiennes) és Poszeidón (Danny Huston), akik már régóta hatalmon vannak. A triumvirátus már régen megdöntötte hatalmas apjukat, és otthagyta, hogy az alvilág mélyén található Tartaroszban, egy tömlöcben rohadjon.
Perszeusz nem tudja figyelmen kívül hagyni igazi hivatását, amikor Hádész, Zeusz jámbor fiával, Arészszal (Edgar Ramirez) hűséget esküsznek, és egyezséget kötnek Kronosszal, hogy együtt elfogják Zeuszt. A titánok ereje egyre nő, miközben Zeusz isteni ereje csökken, és elszabadul a pokol a Földön.
Perszeusz ezért Argoszba megy, ahol egy lopási kísérlet miatt rabságban találja Agénort, Androméda királynő fogságában, és rövid alkudozás után a félisten meggyőzi unokatestvérét, hogy vezesse el őt a „bukott istenhez”, átadva neki apja szigonyát. A „bukott istenről” kiderül, hogy nem más, mint Héphaisztosz, aki egy olyan szigeten él, amelyet csak Agénor érhet el.
A harcos királynő, Androméda segítségét igénybe véve (Rosamund Pike), Poszeidón félisten fia, Agénór (Toby Kebbell), és a bukott isten, Héphaisztosz (Bill Nighy), valamint Perszeusz expedíciót szervez, és a harcosok csoportja megérkezik a szigetre. Itt a csoportot két küklopsz támadja meg, de a harmadik és legbölcsebb közülük éppen időben megállítja a harcot, mert felismeri a szigonyt. A küklopszokkal utazva a csoportnak sikerül elérnie az istent. Az isten közli velük, hogy Kronosz hamarosan felébred, és hogy az egyetlen fegyver, amely képes megállítani őt, a „hármas lándzsa”, amely Zeusz villámának, Poszeidón szigonyának és Hadész vasvillájának egyesítéséből keletkezett, majd egy átjáró felé vezeti őket, amelyen keresztül eljuthatnak a Tartaroszba. Amikor azonban az ajtóhoz érnek, Perszeusz többszöri figyelmeztetése ellenére Korrina, Androméda hűséges szolgája imákat intéz Arészhez, aki azonnal a helyszínre érkezik, és mészárlást rendez, amelyet csak Perszeusz, Androméda és Agénor él túl. Utóbbiak, felismerve, hogy Arészt nem lehet megállítani, a labirintus bejáratán belülre menekülnek, amelyről Héphaisztosz beszélt, majd Arész megöli a „bukott istent”, aki szándékosan maradt hátra, hogy lelassítsa őt és a trió javát szolgálja.
A labirintusba lépve kemény kihívás kezdődik, mert minden egyes rossz lépéssel megváltozik az út. Perszeuszt hallucinációk is gyötrik, amelyekben látja, hogy fia, Héleiosz haldoklik a közelgő dühödt csatában. Ám miközben a látomások elvonják a figyelmét, Perszeuszt megtámadja a minotaurusz, aki többször is rátámad. Kemény küzdelem után a hősnek sikerül megölnie a szörnyet, és megtalálja a kiutat, amely az alvilágba vezet, ahol újra találkozik Agénorral és Andromédával, akiket a félisten elválasztott egymástól. Perszeusz Zeuszhoz fordul, és kiszabadítja őt, Hadész segítségének is köszönhetően, aki tetteit megbánva szembeszáll Arésszel, hogy az immár rendkívül legyengült testvérének lehetővé tegye a menekülést. Hadész ugyanis arra kényszerítette Kronoszt, hogy felszívja fia életenergiáját, hogy kiszabadítsa magát, ami utóbbi öregedését okozza, akit ráadásul Arész a halottak istenének vasvillájával hátba sebez. Az istenek királyának mégis sikerül megmenekülnie megmentőivel együtt, és eljutnak arra a helyre, ahol Argosz serege táborozik. Itt Perszeusz, akinek szüksége van Zeusz villámára, amely még mindig Arész kezében van, úgy dönt, hogy megidézi féltestvérét, hogy kihívja őt a csatába, miközben Argosz serege a Kronosz vezette Tartarosz démonai ellen készül. A démonok pusztulást és halált vetnek a görögök közé, míg végül Hadész és Zeusz közös beavatkozása állítja meg őket, utóbbi ugyanis testvérének köszönhetően talpra állt, aki még egyszer utoljára igénybe vette azt a képességét, hogy a halál árnyékát elűzze egy haldokló lényről. Közben Perszeusznak sikerül megölnie Arészt, és a villámot birtokba véve a triász lándzsáját alkotva megtámadja Kronoszt, aki a két isten segítségének köszönhetően szintén végez vele, aminek azonban kemény ára van: a harc során Zeusz súlyosan megsebesül, és miután gratulált fiának, meghal. Hadész tehát az utolsó megmaradt isten, de már minden erejét elvesztette, és alig maradt több, mint egy ember. A történet azzal ér véget, hogy Perszeusz átadja fiának a saját kardját, emlékeztetve őt arra, hogy ő Perszeusz fia és Zeusz unokája, és hogy már nem térhetnek vissza korábbi otthonukba és életükbe.

## Szereplők
| Szerep       | Színész         | Magyar hang     |
| ------------ | --------------- | --------------- |
| Perszeusz    | Sam Worthington | Széles Tamás    |
| Zeusz        | Liam Neeson     | Helyey László   |
| Hadész       | Ralph Fiennes   | Forgács Péter   |
| Arész        | Édgar Ramírez   | Törköly Levente |
| Agénór       | Toby Kebbell    | Fekete Ernő     |
| Androméda    | Rosamund Pike   | Pálfi Kata      |
| Héphaisztosz | Bill Nighy      | Harsányi Gábor  |
| Poszeidón    | Danny Huston    | Csuha Lajos     |
| Héleiosz     | John Bell       | Császár András  |

## Megjelenés
A titans haragja premierjét 2012. március 26-án, hétfőn mutatták be az AMC Lincoln Square moziban (New York).

### Médiakiadás
A film 2012. június 26-án jelent meg Blu-ray, 3D Blu-ray és DVD.

## Törölt folytatás
A film megjelenését követően bejelentették a folytatást A titánok bosszúja címmel. Azonban a kritikán aluli fogadtatás és a jegypénztáraknál való alacsony bevétel miatt a projektet félretették későbbre. 2013 májusában Worthington kijelentette, hogy nem valószínű a harmadik film elkészülése. 2013 decemberében Basil Iwanyk producer megerősítette, hogy nem a forgatókönyv miatt nem készül el a folytatás.

## Fordítás
- Ez a szócikk részben vagy egészben  a   Wrath of the Titans című angol Wikipédia-szócikk fordításán alapul.  Az eredeti cikk szerkesztőit annak laptörténete sorolja fel. Ez a jelzés csupán a megfogalmazás eredetét és a szerzői jogokat jelzi, nem szolgál a cikkben szereplő információk forrásmegjelöléseként.
- Ez a szócikk részben vagy egészben  a   Wrath of the Titans című spanyol Wikipédia-szócikk fordításán alapul.  Az eredeti cikk szerkesztőit annak laptörténete sorolja fel. Ez a jelzés csupán a megfogalmazás eredetét és a szerzői jogokat jelzi, nem szolgál a cikkben szereplő információk forrásmegjelöléseként.
- Ez a szócikk részben vagy egészben  a   La furia dei titani című olasz Wikipédia-szócikk fordításán alapul.  Az eredeti cikk szerkesztőit annak laptörténete sorolja fel. Ez a jelzés csupán a megfogalmazás eredetét és a szerzői jogokat jelzi, nem szolgál a cikkben szereplő információk forrásmegjelöléseként.